# 神经科学
神經科學（英語：Neuroscience），又稱神經生物學，是对神經系統（包括大脑、脊柱和周围神经系统）及其功能和疾病的科学研究。它是一门涵盖生理学、解剖学、分子生物学、发育生物学、细胞生物学、心理学、物理学、计算机科学、化學、医学、药学、统计学及数学模型的多学科科学，用以研究神经元、神经胶质细胞及神经回路的基础和涌现特性。对学习、记忆、行为、感知和意识在生物学基础上的理解被埃里克·坎德尔（Eric Kandel） 描述为生物科学的“史诗级挑战”。
随着时间的推移，神经科学的范围已经扩大到包括用于研究不同规模的神经系统的不同方法。神经科学家使用的技术取得了极大的进步，从单个神经元的分子和细胞研究到大脑感觉、运动与认知任务的成像。

典型的神經元結構

人類大腦分析圖

## 历史
有关神经系统最早的研究可以追溯到古希腊时期。在新石器时代，人们首次记录了一种在颅骨上钻孔或者刮洞的一种名为环锯术的外科手术。其目的在于治疗脑损伤、精神疾病或者减轻颅骨内压。1700BC 的手稿显示埃及人对脑损伤的症状有所了解。
早期关于大脑功能的观点把大脑当成一种“颅骨填充物”。在埃及，为了制造木乃伊，大脑从晚中王国时期开始被经常移除。在那个时期，人们认为心脏是智慧的所在，根据希罗多德所说，制作木乃伊的第一步就是“用一个弯曲的铁片从鼻孔穿进去把脑子抽出来一部分。剩余的部分就通过药水清洁头骨去掉”[1]。
心脏是意识之源的观点直到希腊哲学家苏格拉底出现的时期才受到挑战。苏格拉底认为大脑不仅在感知上发挥作用（因为最分化的器官都离大脑很近，如：眼睛、耳朵、舌头），而且还是智力的所在地[2]。柏拉图还推测，大脑是灵魂理性的所在地。相反，亚里士多德认为心脏是智慧的所在，大脑的功能是调节来自心脏的热量[3]。这个观点在当时被普遍接受，直到罗马医生盖伦（他是苏格拉底的忠实追随者，也是罗马角斗士的医生）观察到他的患者在大脑受到持续损伤的时候他们的智力就会收到损伤[4]。
活跃于中世纪穆斯林世界的扎赫拉维、阿威罗伊、阿维森纳、伊本·祖尔和迈蒙尼德描述了一些与大脑有关的医学问题。在文艺复兴时期的欧洲，安德烈亚斯·维萨留斯、笛卡尔、托马斯·威利斯和杨·斯瓦默丹也都对神经科学领域做出了贡献。
路易吉·加尔瓦尼在十八世纪末的开创性工作为研究肌肉和神经元的电兴奋性奠定了基础。1843年，埃米尔·杜布瓦·雷蒙德证明了神经信号的电性质[5]，赫尔曼开始测量电的速度[6]。在1875年，理查德·卡顿在猴子和兔子的大脑半球出现了电现象。阿道夫·贝克在1890年发表了有关兔子和狗的大脑自主性电信号的相关发现[7]。在十九世纪九十年代末显微镜和高尔基染色技术的发明后，有关大脑的研究变得越来越复杂。高尔基染色法使用了一种银铬酸盐来揭示单个神经元的复杂结构。他的技术被拉蒙·卡哈尔使用并导致了神经元学说的形成。这个学说认为大脑的功能单位是神经元[8]。因为他们对整个大脑的神经元进行广泛的观察、描述和分类，高尔基和拉蒙·卡哈尔一同获得了1906年的诺贝尔生理学或医学奖。
与此同时，1815年让·皮埃尔·弗洛朗在活体动物的大脑中诱导局部病变并观察这些病变对运动、敏感性和行为的影响。马克·达克斯(Marc Dax)在1836年和保罗·布罗卡(Paul Broca)在1865年对脑损伤患者的研究表明，大脑的某些区域对应负责某些功能。当时，这些发现被视为对弗朗茨·约瑟夫·加尔(Franz Joseph Gall)的理论（语言是局部的，且某些心理功能定位于大脑皮层的特定区域）所证实。通过对癫痫患者的观察，脑功能定位学说得到了约翰·休林斯·杰克逊的支持。他通过观察癫痫发作在全身的过程正确地推断出运动皮层的组织部分。卡尔·韦尼克进一步发展了特定脑组织在语言理解和产出中的分化理论。通过神经成像技术的现代研究仍然使用这个时代发明的Brodmann脑细胞结构图(对于细胞结构的研究)解剖学定义，继续表明大脑皮层的不同区域在执行特定任务时被激活。
在20世纪，神经科学逐渐开始被认为成一个独立的学科，而不是涵盖在其他学科中进行对神经系统的研究。埃里克·坎德尔和他的合作者认为大卫·里奥奇、弗朗西斯·奥托·施密特和斯蒂芬·库夫勒在建立这一领域的方面发挥了关键作用。从20世纪50年代开始，里奥奇在沃尔特·里德陆军研究所(Walter Reed Army Institute of research)将基础解剖学和生理学研究与临床精神病学相结合。在同一时期，Schmitt在麻省理工学院生物系下建立了一个神经科学研究项目，将生物学、化学、物理学和数学结合在一起。1964年，詹姆斯·麦高在加州大学欧文分校创立了第一个独立的神经科学系(当时被称为心理生物学)。随后，史蒂芬·库弗勒(Stephen Kuffler)于1966年创立了哈佛医学院的神经生物系。

## 現代神經科學
神經系統的科學研究在20世紀下半葉顯著增加，主要是由於分子生物學、電生理學和計算神經科學的進步。 這使得神經科學家能夠從各個方面研究神經系統：它的結構、工作方式、發育方式、故障方式、以及如何改變。
例如，可以更詳細地理解單個神經元內發生的複雜過程。 神經元是專門用於交流的細胞。 它們能夠通過稱為突觸的特殊連接與神經元和其他細胞類型進行交流，在突觸處，電或電化學信號可以從一個細胞傳輸到另一個細胞。 許多神經元會擠出一條稱為軸突的細長Axoplasm絲，它可能延伸到身體的較遠部位，並能夠快速攜帶電信號，從而影響其他神經元、肌肉或腺體在其終止點的活動。 神經系統從相互連接的神經元集合中出現。
脊椎動物的神經系統可以分為兩部分：中樞神經系統（定義為大腦和脊髓），和周圍神經系統。 在包括所有脊椎動物在內的許多物種中，神經系統是體內最複雜的器官系統，其中大部分複雜性存在於大腦中。 僅人腦就包含大約一千億個神經元和一百萬億個突觸； 它由數千個可區分的子結構組成，在突觸網絡中相互連接，其複雜性才剛剛開始被解開。 在屬於人類基因組的大約20,000 個基因中，至少有三分之一主要在大腦中被表達。

## 神經科學的分支
現代神經科學教育和研究活動可以根據考試系統的主題和規模以及不同的實驗或課程方法，大致分為以下主要分支。然而，個別神經科學家經常研究跨越幾個不同子領域的問題。
| 分支         | 描述 |
| ------------ | --- |
| 情感神經科學 | 情感神经科学是对与情感相关的神经机制的研究。                                                                                       |
| 行為神經科學 | 行为神经科学（又称生物心理学、生理心理学或心理生物学）是将生物学原理应用于研究人类和非人类动物的行为的遗传、生理和发育机制的学科。 |
| 细胞神经科学 | 细胞神经科学是在细胞水平上对神经元的形态学和生理学特性的研究。                                                                     |
| 臨床神經科學 | 对神经系统失调和疾病的生物机制的科学研究。                                                                                         |
| 認知神經科學 | 认知神经科学是对认知的生物机制的研究。                                                                                             |
| 計算神經科學 | 计算神经科学是对神经系统的理论研究。                                                                                               |
| 发育神经科学 | 发育神经科学研究产生、塑造和重塑神经系统的过程，并寻求描述神经发育的细胞基础以了解潜在的机制。                                     |
| 演化神经科学 | 演化神经科学研究神经系统的演化。                                                                                                   |
| 分子神经科学 | 分子神经科学运用分子生物学、分子遗传学、蛋白质化学和相关方法研究神经系统。                                                         |
| 神经工程     | 神经工程利用工程技术与神经系统互动，了解、修复、替换或增强神经系统。                                                               |
| 神經解剖學   | 神经解剖学是对神经系统的解剖学研究。                                                                                               |
| 神经化学     | 神经化学是研究神经化学物质如何互动并影响神经元的功能。                                                                             |
| 系统神经科学 | 系统神经科学是对神经回路和神经系统功能的研究。                                                                                     |
| 神经行为学   | 神经行为学是通过演化与比较等方法对动物行为及其神经系统机制进行研究的学科。                                                         |
| 神經遺傳學   | 神经遗传学研究神经系统发育和功能的遗传基础。                                                                                       |
| 神经成像     | 神经成像泛指能够直接或间接对神经系统（主要是脑）的功能、结构和药理学特性进行成像的技术。                                           |
| 神經免疫學   | 神经免疫学关注神经系统和免疫系统之间的相互作用。                                                                                   |
| 神经信息学   | 神经信息学通过在对神经系统建模和分析的过程中应用计算的方法和观念来整合各种对神经系统进行模拟的尝试性工作。                         |
| 神经语言学   | 神经语言学是人类大脑神经对于语言的理解，产出和习得之研究。                                                                         |
| 神經生理學   | 神經生理學研究神经系统的功能机理。                                                                                                 |
| 神经心理学   | 神经心理学主要研究脑的结构功能，以解剖、生理、生化的角度研究脑组织与言语、思维、智力、行为等心理现象的关系。                       |
| 神經毒理學   | 神经毒理学研究神经毒素 |

### 引用
1. ↑  . .   [2017-05-17]. （原始内容存档于2013-09-27） （英语）.
2. ↑  Kandel, Eric R. . McGraw-Hill Education. 2012: I. Overall perspective. ISBN 978-0071390118.
3. ↑  Ayd, Frank J., Jr. . Lippincott, Williams & Wilkins. 2000: 688  [2022-06-06]. ISBN 978-0781724685. （原始内容存档于2022-05-21）.
4. ↑  Shulman, Robert G. . . Oxford University Press. 2013: 59  [2022-06-06]. ISBN 9780199838721. （原始内容存档于2022-06-12）.
5. ↑  Ogawa, Hiroto; Oka, Kotaro. . Springer. 2013: v  [2022-06-06]. ISBN 9784431543305. （原始内容存档于2022-04-20）.
6. ↑  Tanner, Kimberly D. . CBE: Life Sciences Education. 2006-01-01, 5 (2): 85. ISSN 1931-7913. PMC 1618510 . doi:10.1187/cbe.06-04-0156.
7. ↑  Kandel, Eric R. . McGraw-Hill Education. 2012: 5. ISBN 978-0071390118. The last frontier of the biological sciences – their ultimate challenge – is to understand the biological basis of consciousness and the mental processes by which we perceive, act, learn, and remember.
8. ↑  Greenblatt, Samuel H. . Neurosurgery. 1995-10-01, 37 (4). ISSN 0148-396X. doi:10.1227/00006123-199510000-00025 （英语）.
9. ↑  Bear, Mark F.; Connors, Barry W.; Paradiso, Michael A. .  2. ed., [Nachdr.] Baltimore, Md.: Lippincott Williams & Wilkins. 2004. ISBN 978-0-7817-3944-3.
10. ↑  Kandel, Eric R. (编). .  4. ed. New York, NY: McGraw-Hill. 2000. ISBN 978-0-8385-7701-1.

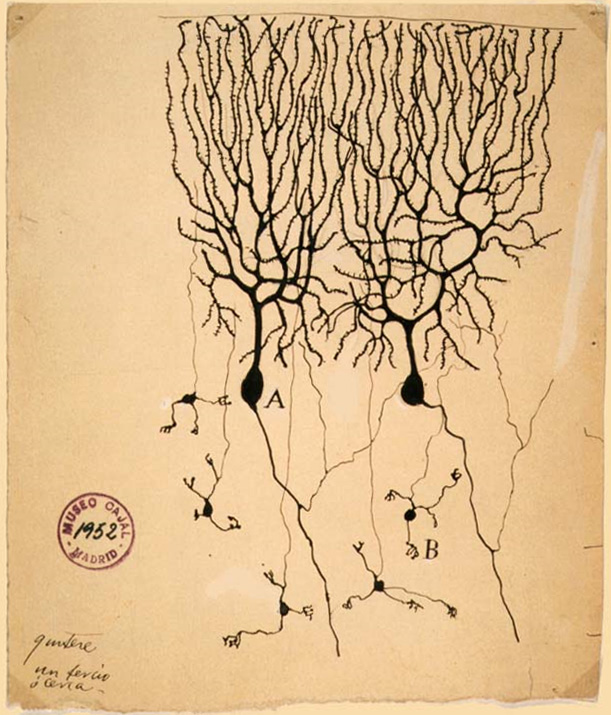
神經細胞發現者圣地亚哥·拉蒙-卡哈尔 (1899年) 繪製的鴿子小腦神經元。

11. ↑  Cowan, W. Maxwell; Harter, Donald H.; Kandel, Eric R. . Annual Review of Neuroscience. 2000-03, 23 (1)  [2024-01-21]. ISSN 0147-006X. doi:10.1146/annurev.neuro.23.1.343. （原始内容存档于2022-09-28） （英语）.
12. ↑  . . Washington DC: Society for Neuroscience. 1996. ISBN 978-0-916110-51-2.
13. ↑  U.S. National Institute of Neurological Disorders and Stroke. Brain basics: genes at work in the brain. Date last modified: 2018-12-27.  （页面存档备份，存于） Retrieved Feb. 4, 2019.
14. ↑  Panksepp J. . Puglisi-Allegra S; Oliverio A  (编). . Dordrecht, Netherlands: Kluwer Academic. 1990: 41–58. ISBN 978-0-7923-0682-5.
15. ↑  Thomas, R.K. (1993). "INTRODUCTION: A Biopsychology Festschrift in Honor of Lelon J. Peacock". Journal of General Psychology. 120 (1): 5.
16. ↑  . Nature.   [2022-06-06]. （原始内容存档于2022-07-07）.
17. 1 2 3  .   [2022-06-06]. （原始内容存档于2022-06-22）.
18. ↑  . Nature.   [2022-06-06]. （原始内容存档于2019-04-08）.
19. ↑  .   [2022-06-06]. （原始内容存档于2022-06-20）.
20. ↑  Longstaff, Alan; Revest, Patricia (1998). Molecular Neuroscience. Garland Science. ISBN 978-1859962503.
21. ↑  .   [2022-06-06]. （原始内容存档于2022-06-19）.
22. ↑  . ScienceDirect Topics.   [2022-06-06]. （原始内容存档于2022-06-29）.
23. ↑  .   [2022-06-06]. （原始内容存档于2022-06-27）.
24. ↑  .   [2022-06-06]. （原始内容存档于2022-03-05）.
25. ↑  .   [2022-06-06]. （原始内容存档于2022-06-21）.
26. ↑  . Nature.   [2022-06-06]. （原始内容存档于2022-06-23）.
27. ↑  .   [2022-06-06]. （原始内容存档于2022-06-24）.
28. ↑  .   [2022-06-06]. （原始内容存档于2022-03-03）.

## 外部連結
- Neuroscience，In Our Time (BBC Radio 4)的《In Our Time》節目。(現在聆聽)
- （英文）Neuroscience Information Framework (NIF)
- 中的“Neurobiology”
- Society for Neuroscience （页面存档备份，存于）
- American Society for Neurochemistry （页面存档备份，存于）
- Neuroscience Online (electronic neuroscience textbook)
- Faculty for Undergraduate Neuroscience (FUN) （页面存档备份，存于）
- Neuroscience for Kids （页面存档备份，存于）
- Neuroscience Discussion Group （页面存档备份，存于） in ResearchGate
- Neuroscience Discussion Forum
- HHMI Neuroscience lecture series - Making Your Mind: Molecules, Motion, and Memory （页面存档备份，存于）
- （法文）Société des Neurosciences （页面存档备份，存于）
- High-Resolution Cytoarchitectural Primate Brain Atlases
- Neurotransmitter.net （页面存档备份，存于） Neuroscience resources and news
- BrainMeta （页面存档备份，存于） A community site
- Neuroanatomy & Neuropathology on the Internet High quality links
- Neuroscience. 2nd ed. （页面存档备份，存于） by Purves et al (online textbook)
- NeuroWiki[永久], a wiki website for Neuroscience related topics. All content (unless explicitly proclaimed otherwise) is published to the public domain thus can be relocated to the Wikipedia.
- Dana.org for information about brain research, immunology and arts education （页面存档备份，存于）